# 城南街道 (泰州市)
城南街道，是中华人民共和国江苏省泰州市海陵区下辖的一个乡镇级行政单位。

## 行政区划
城南街道下辖以下地区：
宝带社区、沁莲社区、济川社区、凤凰社区、滨江社区、莲花社区、锦绣社区、梅兰社区、鑫龙社区、新高桥社区、新莲花社区、新胜社区和忠南社区。